# Libnotes (Libnotes) griseola
Libnotes (Libnotes) griseola is een tweevleugelige uit de familie steltmuggen (Limoniidae). De soort komt voor in het Oriëntaals gebied.